# Panagrocoris
Panagrocoris is een geslacht van wantsen uit de familie van de Reduviidae (Roofwantsen). Het geslacht werd voor het eerst wetenschappelijk beschreven door Norman Cecil Egerton Miller in 1957.

## Soorten
Het genus bevat de volgende soorten:

- Panagrocoris agilis Miller, 1957
- Panagrocoris debilis Miller, 1957
- Panagrocoris lunaris Ishikawa, 2002